# Gynoplistia (Gynoplistia) aequidentata
Gynoplistia (Gynoplistia) aequidentata is een tweevleugelige uit de familie steltmuggen (Limoniidae). De soort komt voor in het Neotropisch gebied.